# Twice Two
Pour plus de détails, voir Fiche technique et Distribution.
Twice Two est un court métrage britannique réalisé par Adrian Brunel, sorti en 1920.

## Synopsis
Jack Romer, un peintre, vit chez sa mère qui est veuve. Il rencontre Jill, elle-même la fille du Colonel Medway, qui est veuf. Ils tombent amoureux l'un de l'autre, mais hésitent à se marier car ils ne veulent pas abandonner leurs parents. La solution serait de les faire se rencontrer et se marier eux aussi.

## Fiche technique
- Titre original : Twice Two
- Réalisation : Adrian Brunel
- Scénario : A.A. Milne
- Photographie : H.M. Lomas
- Production : Leslie Howard, Adrian Brunel
- Société de production : Minerva Films
- Société de distribution : Minerva Films
- Pays d'origine :  Royaume-Uni
- Langue originale : anglais
- Format : Noir et blanc  — 35 mm — 1,33:1 — Film muet
- Genre : Comédie
- Durée : 2 bobines
- Dates de sortie : Royaume-Uni : octobre 1920

## Distribution
- Ivan Samson : Jack Romer
- Barbara McFarlane : Jill Medway
- Simeon Stuart : Colonel Medway
- Adeline Hayden Coffin : Mme Romer